# Liste der Naturdenkmale in Neuss
Die Liste der Naturdenkmale in Neuss ist im „Landschaftsplan Kreis Neuss Nr. I Neuss“ festgelegt.

## Liste
| Nummer   | Beschreibung | Bild |
| -------- | --- | ---- |
| 6.2.3.1  | Gruppen und Einzelbäume von Schwarzpappeln in Grimlinghausen, Rheinwiesen beim Wasserwerk, Wasserschutzzone I und II |      |
| 6.2.3.2  | Rosskastanie in Gnadental, Grimlinghauser Brücke                                                                     |      |
| 6.2.3.3  | Schwarzpappel in Grimlinghausen, Geländekante „Am Wolfsbruch“                                                        |      |
| 6.2.3.4  | Blutbuche in Gnadental, Gnadentaler Mühle                                                                            |      |
| 6.2.3.5  | 2 Trauerweiden in Gnadental, Brücke an der Gnadentaler Mühle                                                         |      |
| 6.2.3.6  | Kastanienallee in Selikum, Zufahrt zur Corneliuskapelle                                                              |      |
| 6.2.3.7  | Baumreihe aus 11 Linden in Reuschenberg, Reuschenberger Weg                                                          |      |
| 6.2.3.8  | Obererftschleife, Länge ca. 200 m, Breite ca. 14 m in Selikum                                                        |      |
| 6.2.3.9  | Halbinsel zwischen der Erft und Obererft, ca. 1.500 m² in Selikum                                                    |      |
| 6.2.3.10 | westliches Erftufer, ca. 2.400 m² in Selikum                                                                         |      |
| 6.2.3.11 | 3 Linden mit Bildstock in Norf, Ortseingang Norf/Vellbrüggen                                                         |      |
| 6.2.3.12 | Sommerlinde am Wegekreuz zwischen Grefrath und Röckrath                                                              |      |
| 6.2.3.13 | 2 Rosskastanien in Holzheim/Löveling, Steinshof                                                                      |      |
| 6.2.3.14 | 3 Sommerlinden in Holzheim, Roisdorfer Hof                                                                           |      |
| 6.2.3.15 | Esche in Holzheim, Roisdorfer Hof                                                                                    |      |
| 6.2.3.16 | 6 Eichen an der Zufahrt zum Gut Hombroich Landschaftsplan Rhein-Kreis Neuss Nr. II "Dormagen"                        |      |